# Anh hùng vô danh
Anh hùng vô danh (tiếng Hàn Quốc: 이름 없는 영웅들, tiếng Trung: 无名英雄) là một bộ phim gián điệp do Lưu Hạo Thiên đạo diễn, xuất phẩm năm 1978 tại Bình Nhưỡng.

## Lịch sử
Bối cảnh thời kì chiến tranh Triều Tiên (1950 - 1953), bộ phim kể về phi vụ đột nhập Hán Thành của một nhóm điệp viên Bắc Triều Tiên.

## Nội dung
| Năm  | Tập | Nhan đề                  | Dịch                            | tiếng Triều Tiên         | McCune-Reischauer          | Ký tự Latin                   |
| ---- | --- | ------------------------ | ------------------------------- | ------------------------ | -------------------------- | ----------------------------- |
| 1978 | 1   | 《적후에서》             | Bên kia đường chiến tuyến       | 《敵後에서》             | Chŏkhu esŏ                 | Jeokhu eseo                   |
| 1978 | 2   | 《적후에서 또 적후에로》 | Trở lại vùng địch hậu           | 《敵後에서 또 敵後에로》 | Chŏkhu esŏ tto Chŏkhu ero  | Jeokhu eseo tto Jeokhu ero    |
| 1979 | 3   | 《적후에서 홀로》        | Một mình sau lưng kẻ thù        | 《敵後에서 홀로》        | Chŏkhu esŏ Hollo           | Jeokhu eseo Hollo             |
| 1979 | 4   | 《옛성터에서》           | Trong phế tích ngàn xưa         | 《옛城터에서》           | Yessŏngtŏ esŏ              | Yesseongteo eseo              |
| 1979 | 5   | 《금강석》               | Kim cương                       | 《金剛石》               | Kŭmgamsŏk                  | Geumgamseok                   |
| 1979 | 6   | 《한밤중의 저격사건》    | Tiếng súng lúc nửa đêm          | 《한밤中의 狙擊事件》    | Hanbamjung'ŭi Chŏgyŏksagŏn | Hanbamjung'eui Jeogyeoksageon |
| 1979 | 7   | 《정적속에서의 전투》    | Cuộc chiến ở DMZ                | 《靜寂속에서의 戰鬪》    | Chŏngjŏksok'ŭi Chŏntu      | Jeongjeoksok'eui Jeontu       |
| 1980 | 8   | 《위험한 대결》          | Cuộc đối đầu hiểm nguy          | 《危險한 對決》          | Uihŏmhan Taegyŏl           | Uiheomhan Daegyeol            |
| 1980 | 9   | 《안개작전》             | Kế hoạch tác chiến "Sương mù"   | 《안개作戰》             | Angaejakjŏn                | Angaejakjeon                  |
| 1980 | 10  | 《위기》                 | Hiểm nguy                       | 《危機》                 | Uigi                       | Uigi                          |
| 1980 | 11  | 《일요일에 있은 일》     | Điều gì đã xảy ra ngày Chủ nhật | 《日曜日에 있은 일》     | Ilyoil e Issŭn Il          | Ilyoil e Isseun Il            |
| 1980 | 12  | 《웃음속에 비낀 그늘》   | Hồn ma biết cười                | 《웃음속에 비낀 그늘》   | Usŭmsok e Pikkin Kŭnŭl     | Useumsok e Bikkin Geuneul     |
| 1980 | 13  | 《판문점》               | Bàn Môn Điếm                    | 《板門店》               | Panmunjŏm                  | Banmunjeom                    |
| 1980 | 14  | 《죽음의 섬》            | Đảo Chết                        | 《죽음의 섬》            | Chukŭmŭi Sŏm               | Jugeumui Seom                 |
| 1980 | 15  | 《달없는 그밤에》        | Đêm không trăng                 | 《달없는 그밤에》        | Talŏmnŭn Kŭbam e           | Daleomneun Geubam e           |
| 1980 | 16  | 《전투는 계속된다》      | Tiếp tục chiến đấu              | 《戰鬪는 繼續된다》      | Chŏntunŭn Kyesok Toenda    | Jeontuneun Gyesok Doenda      |
| 1980 | 17  | 《유인》                 | Cám dỗ                          | 《誘引》                 | Yu'in                      | Yu-in                         |
| 1980 | 18  | 《운명》                 | Định mệnh                       | 《運命》                 | Unmyŏng                    | Unmyeong                      |
| 1981 | 19  | 《붉은 저녁노을》        | Quầng sáng đêm đen              | 《붉은 저녁노을》        | Polkŭn Chŏnyŏk Noŭl        | Bolgeun Jeonyeok No-eul       |
| 1981 | 20  | 《우리는 잊지 않는다》   | Chúng tôi không quên            | 《우리는 잊지 않는다》   | Urinŭn Ijji Annŭnda        | Urineun Ijji Anneunda         |

## Hậu trường

Charles Robert Jenkins trong vai Tiến sĩ Kelton.

Bộ phim có sự tham gia của một số tài tử vốn là cựu binh Mỹ bị Bắc Triều Tiên bắt giam trong thời chiến hoặc khi đang làm nhiệm vụ tại DMZ.
Vào năm 2017, phiên bản phục chế màu hóa Anh hùng vô danh được công bố và phát hành DVD.